# Nitración de Zincke
La nitración de Zincke es una reacción química orgánica descrita por primera vez por Theodor Zincke en el año 1900.
La reacción ocurre mediante un mecanismo de sustitución nucleofílica aromática (SNA), en el cual, por reacción con ácido nítrico (HNO3) o nitrito de sodio (NaNO2) se produce la sustitución de un bromuro o yoduro (no se produce en fluoruro o cloruro) localizado en posición orto o para de un fenol o cresol por un grupo nitro.